# Coppa di Francia 2003-2004 (hockey su pista)
La Coppa di Francia 2003-2004 è stata la 3ª edizione della principale coppa nazionale francese di hockey su pista.
Il trofeo è stato conquistato dal Saint-Brieuc per la seconda volta nella sua storia superando in finale il Quévert.

## Risultati

### Quarti di finale
| Squadra 1      | Risultato | Squadra 2    |
| -------------- | --------- | ------------ |
| Mérignac       | 3 - 5     | La Vendéenne |
| Vaulx-en-Velin | 3 - 11    | Quévert      |
| Ploufragan     | 2 - 4     | Saint-Brieuc |
| Noisy-le-Grand | ? - ?     | ?            |

### Semifinali
| Squadra 1      | Risultato | Squadra 2    |
| -------------- | --------- | ------------ |
| Noisy-le-Grand | 4 - 5     | Saint-Brieuc |
| La Vendéenne   | 2 - 5     | Quévert      |

### Finale
| 5 giugno 2004 | Saint-Brieuc | ? – ? | Quévert |  |